# Hvalstad
Hvalstad este o localitate din comuna Asker, provincia Akershus, Norvegia, cu o populație de 2.002 locuitori (2013).